# Sergio Doplicher
Sergio Doplicher ([dòpliker]; Trieste, 30 dicembre 1940) è un fisico e matematico italiano che si occupa principalmente delle fondazioni matematiche della teoria quantistica dei campi e della gravità quantistica. È anche autore di diversi testi di carattere umanistico.

## Biografia
Sergio Doplicher si è laureato in fisica nel 1963 all'Università degli Studi di Roma "La Sapienza" sotto la supervisione del fisico teorico Giovanni Jona-Lasinio. Dal 1976 al 2011 è stato professore ordinario di meccanica quantistica del dipartimento di matematica della Sapienza. È andato in pensione nel 2011, continuando la sua attività di ricerca come professore emerito, dedicandosi inoltre alla scrittura di saggi di interesse filosofico e raccolte di poesie. Ebbe come studente il matematico italiano Roberto Longo.
Doplicher è conosciuto per le sue ricerche basate sugli assiomi di Haag–Kastler e per la sua collaborazione con Rudolf Haag. Con John E. Roberts e Haag, ha analizzato le regole di superselezione nella formulazione algebrica della teoria quantistica dei campi, ottenendo una prima prova del teorema spin-statistica interamente basata su principi primi. Doplicher e Roberts hanno inoltre dimostrato un teorema di ricostruzione per l'algebra dei campi quantistici e il gruppo di gauge dall'algebra delle osservabili. In altre collaborazioni, Doplicher ha studiato gli aspetti locali delle regole di superselezione. Dopo aver introdotto la proprietà di divisione, ha derivato le algebre delle correnti esatte e una forma debole della versione quantistica del teorema di Noether.
Più avanti nella sua carriera, Doplicher si è occupato dei fondamenti matematici della gravità quantistica a livello di struttura quantistica dello spaziotempo alla scala di Planck. Ha anche affrontato il problema della misura nella fisica quantistica locale.
È autore del primo articolo del primo numero della rivista scientifica di fisica matematica Communications in Mathematical Physics.

## Premi e onorificenze
Sergio Doplicher è stato invitato a tenere una conferenza al Congresso internazionale dei matematici a Kyoto nel 1990. Nel 2004 ha vinto il premio Humboldt e nel 2011 il premio Presidente della Repubblica dell'Accademia Nazionale dei Lincei. Nel 2013 è stato eletto membro della Società Matematica Americana e nel 2019 membro dell'Academia Europæa.

## Opere principali

### Opere scientifiche
- (EN) Sergio Doplicher, Rudolf Haag e John E. Roberts, Local observables and particle statistics. 1, in Communications in Mathematical Physics, vol. 23, n. 3, 1971,  pp. 199-230, DOI:10.1007/BF01877742.
- (EN) Sergio Doplicher, Rudolf Haag e John E. Roberts, Local observables and particle statistics. 2, in Communications in Mathematical Physics, vol. 35, n. 1, 1974,  pp. 49-85, DOI:10.1007/BF01646454.
- (EN) Gianfausto Dell'Antonio, Sergio Doplicher e Giovanni Jona-Lasinio (a cura di), Mathematical Problems in Theoretical Physics, International Conference Held in Rome, collana Lecture Notes in Physics, Springer-Verlag Berlin Heidelberg, 1978, DOI:10.1007/3-540-08853-9, ISBN 978-3-540-08853-0.
- (EN) Sergio Doplicher e John E. Roberts, A new duality theory for compact groups (PDF), in Inventiones mathematicae, vol. 98, 1989,  pp. 157-218, DOI:10.1007/BF01388849.
- (EN) Sergio Doplicher e John E. Roberts, Why there is a field algebra with a compact gauge group describing the superselection structure in particle physics, in Communications in Mathematical Physics, vol. 131, 1990,  pp. 51-107, DOI:10.1007/BF02097680.
- (EN) Sergio Doplicher, Klaus Fredenhagen e John E Roberts, Space-time quantization induced by classical gravity, in Physics Letters B, vol. 331, 1994,  pp. 39-44, DOI:10.1016/0370-2693(94)90940-7.
- (EN) Sergio Doplicher, Klaus Fredenhagen e John E Roberts, The Quantum structure of space-time at the Planck scale and quantum fields, in Communications in Mathematical Physics, vol. 172, 1995,  pp. 187-220, DOI:10.1007/BF02104515, arXiv:hep-th/0303037.
- (EN) Alain Connes et al., Noncommutative Geometry, CIME Summer School Lectures held in Martina Franca, Italy, a cura di Sergio Doplicher e Roberto Longo, Springer-Verlag Berlin Heidelberg, 2004, DOI:10.1007/b94118, ISBN 978-3-540203575.

### Altre opere
- Sergio Doplicher e Fausta Ferro-Luzzi, Il De Rerum Natura di Giorgione, il teatro di Giovanni Bellini e lo sguardo della Gioconda, Roma, Aracne, 2011, ISBN 978-8854841864.
- Sergio Doplicher, «O sol che sani ogne vista turbata». Note sulla ragione nella Divina Commedia, Roma, Edicampus, 2014, ISBN 978-8897591146.
- Sergio Doplicher e Valeria Rossella, La poesia e i pensieri. L'opera di Fabio Doplicher un decennio dopo, Roma, Edicampus, 2015, ISBN 978-8897591573.
- Sergio Doplicher, Il cassetto dei giocattoli, collana Passigli Poesia, vol. 242, Roma, Passigli editori, 2018, ISBN 978-8836816460.
- Sergio Doplicher, Mondo quantistico e Umanesimo, Roma, Carocci editore, 2018, ISBN 978-8843093991.
- Sergio Doplicher, Porte per ba (PDF), collana Biblioteca di Poesia, Roma, Edizioni Sinestesie, 2020, ISBN 978-8831925457.